# Avtocesta A7, Hrvaška
Avtocesta A7 (imenovana tudi Kvarnerska avtocesta in Primorka) je 42,4 km dolga avtocesta na Hrvaškem, ki povezuje hrvaško državno mejo pri naselju Rupa z mostom na otok Krk. Ko bo dokončana, se bo navezala na avtocesto A1 preko priključka Žuta Lokva.
Trasa avtoceste zaenkrat poteka od mejnega prehoda Rupa (Jelšane) ob meji s Slovenijo do naselja Križišće. Na slovenski strani se nadaljuje kot državna cesta G1-6. V prihodnosti naj bi se nanjo preko odseka Postojna–Jelšane navezalo tudi slovensko avtocestno omrežje.
Del trase avtoceste med izvozom Trinajstići in razcepom Orehovica predstavlja Reška obvoznica, ki je zasnovana kot hitra cesta. Hitrost na tem odseku je zaradi odsotnosti odstavnega pasu omejena na 90 km/h.